# Ратгауз, Грейнем Израилевич
Гре́йнем Изра́илевич Ратга́уз (11 августа 1934, Москва — 26 июня 2011, там же) — российский литературовед, литературный критик, переводчик. Кандидат филологических наук (1979). Член Союза писателей СССР (1985) и Союза писателей Москвы. Внучатый племянник Даниила Ратгауза.

## Биография
Грейнем Ратгауз родился в Москве, в 1956 году окончил филологический факультет МГУ. В течение двух лет работал сельским учителем в Ярославской области. В дальнейшем, с 1965 года, был сотрудником «Литературной газеты», в 1967—1970 годах работал в реферативном журнале «Современная художественная литература за рубежом», в 1971—1992 годах — в НИИ художественного воспитания АПН РСФСР. В 1979 году защитил кандидатскую диссертацию «Проблемы художественной традиции и новаторства в поэзии ГДР».
С 1992 года Ратгауз был доцентом кафедры сравнительной истории литератур историко-филологического факультета РГГУ. Историк немецкой литературы XVIII—XIX веков. Составитель антологии немецкоязычной поэзии «Золотое перо» (М., 1974). Член комиссии РАН по изучению творчества И. В. Гёте.
Умер в 2011 году после продолжительной болезни. Похоронен на Востряковском кладбище.
Сын — Михаил Ратгауз (род. 1966), журналист и кинокритик, заместитель главного редактора сайта «Кольта».

## Сочинения
- переводы: с немецкого — Гёльдерлин, Эйхендорф, Мёрике, Платен, Шторм, Вильгельм Буш, Рильке, Гессе, Тракль, Э.Ласкер-Шюлер, Гейм, Бенн, Голль, Нелли Закс, Кольмар, Бобровский, Бахман, Кролов, Петер Хухель и др.;

с французского — Жан Мореас.
- работы по истории литературы, переводоведению, также выступал как поэт и мемуарист.

Несколько ранних публикаций — под псевдонимом Г. Громан.

## Избранные публикации
- Бобровский И. Белендорф и Литовские клавиры. — М., 1969. (В соавторстве с Э. Львовой)
- Золотое перо: Немецкая, австрийская и швейцарская поэзия в русском переводе, 1812—1970. — М.: Прогресс, 1974. (Составление, вступительная статья, справки об авторах и примечания)
- Германский Орфей. Поэты Германии и Австрии XVIII—XX веков в переводах Г. Ратгауза. — М., 1993.